# Beata Janiszewska
Beata Maria Janiszewska (ur. 25 października 1969 w Pankach) – polska prawniczka, doktor habilitowany nauk prawnych, nauczycielka akademicka Uniwersytetu Warszawskiego, specjalistka w zakresie prawa cywilnego, sędzia Sądu Okręgowego Warszawa-Praga w Warszawie (do 2018). W 2018 prezydent Andrzej Duda powołał ją do pełnienia urzędu sędziego Sądu Najwyższego w Izbie Cywilnej. 

## Życiorys
W 1994 ukończyła studia dziennikarskie. W 1996 ukończyła studia prawnicze na Wydziale Prawa i Administracji Uniwersytetu Warszawskiego, gdzie w 2002 na podstawie napisanej pod kierunkiem Jana Błeszyńskiego rozprawy pt. Koncepcja dobrej wiary w przepisach prawa rzeczowego otrzymała stopień naukowy doktora nauk prawnych w zakresie prawa, specjalność: teoria prawa. Tam też w 2014 na podstawie dorobku naukowego oraz rozprawy pt. Zgoda na udzielenie świadczenia zdrowotnego. Ujęcie wewnątrzsystemowe uzyskała stopień doktora habilitowanego nauk prawnych w zakresie prawa, specjalność: prawo cywilne materialne. Została nauczycielem akademickim w Instytucie Prawa Cywilnego Uniwersytetu Warszawskiego. Jest autorką licznych publikacji z zakresu nauk prawnych.
Ukończyła aplikację sędziowską i zdała egzamin sędziowski w 1999 z łącznym wynikiem celującym. Orzekała w IV Wydziale Cywilnym Odwoławczym Sądu Okręgowego Warszawa-Praga w Warszawie.
W 2018 w trakcie kryzysu wokół Sądu Najwyższego w Polsce zgłosiła swoją kandydaturę na sędziego Izby Cywilnej Sądu Najwyższego. 10 października 2018 prezydent Andrzej Duda powołał ją do pełnienia urzędu sędziego Sądu Najwyższego, gdzie mimo kontrowersji związanych z procedurą konkursową, zgłaszanych przez część środowiska prawniczego, rozpoczęła orzekanie. 

## Ważniejsze prace
- Zgoda na udzielenie świadczenia zdrowotnego. Ujęcie wewnątrzsystemowe, C.H.Beck 2013, ss. 754
- Koncepcje dobrej wiary w przepisach prawa rzeczowego : zasiedzenie nieruchomości, roszczenie o wykup gruntu, Wydawnictwa UW 2005, ss. 307.